# 정필화
정필화(鄭弼和, 1955년 1월 27일~)는 대한민국의 육상 선수로 종목은 경보이다. 1988년 하계 올림픽에 대한민국 국가대표로 참가했다.